# Meisterwerk 2
Meisterwerk 2 – druga część kompilacji brytyjskiego zespołu My Dying Bride zawierająca utwory z lat 1990–1999 podsumowująca dotychczasowy dorobek zespołu. Wydana 13 czerwca 2001 roku przez wytwórnię płytową Peaceville.

## Lista utworów
| Nr  | Tytuł utworu                                              | Długość |
| --- | --------------------------------------------------------- | ------- |
| 1.  | „Sear Me MCMXCIII”                                        | 7:24    |
| 2.  | „Follower”                                                | 5:12    |
| 3.  | „Vast Choirs” (demo)                                      | 7:30    |
| 4.  | „She Is the Dark”                                         | 8:27    |
| 5.  | „Catching Feathers” (demo)                                | 3:42    |
| 6.  | „Two Winters Only”                                        | 9:00    |
| 7.  | „Your River”                                              | 9:18    |
| 8.  | „Some Velvet Morning” (cover Nancy Sinatra/Lee Hazlewood) | 5:54    |
| 9.  | „Roads” (cover Portishead)                                | 5:04    |
| 10. | „For You” (teledysk)                                      | 6:34    |
|     |                                                           | 1:08:05 |

## Twórcy
- Aaron Stainthorpe – śpiew
- Andrew Craighan – gitara, gitara basowa
- Calvin Robertshaw – gitara (utwory 1-3, 5-9)
- Hamish Glencross – gitara (utwór 4)
- Adrian Jackson – gitara basowa (utwory 1-3, 6-9)
- Rick Miah – perkusja (utwory 1, 3, 5-7, 9)
- Martin Powell – skrzypce, instrumenty klawiszowe (utwory 1, 6-9)
- Shaun Steels – perkusja (utwór 4)
- Jonny Maudling – instrumenty klawiszowe (utwór 4)
- Robert „Mags” Magoolagan – instrumenty klawiszowe (utwory 7, 8)
- Keith Appleton – instrumenty klawiszowe (utwory 7, 8)